# Sapim
Sapim is een Belgische fabrikant van fietsonderdelen.
Het bedrijf is in 1918 opgericht door H. Schoonhoven. De bedrijfsnaam is een acroniem van Société Anonyme Pour l’Industrie des Métaux Sinds de oprichting produceert het spaken en nippels. Tot minstens 1990 bleef het bedrijf binnen de familie en aanverwanten. Vandaag de dag heeft Sapim haar thuisbasis in Wilrijk. De andere productielocaties bevinden zich in Frankrijk en sinds 2013 ook in Hongarije (Tószeg). Naast spaken en nippels heeft Sapim enkele aanverwante producten in haar assortiment in de vorm van spaaknippelringen, spaakkopringen en bijbehorende gereedschappen.